# Jorge Armas Gutiérrez
Jorge Enrique Armas Gutiérrez (Velasco, Cuba, 19 de noviembre de 1959) es un Maestro Internacional de ajedrez cubano.

## Palmarés
Fue una vez Campeonato de Cuba de ajedrez, en 1985 en Camagüey. A su vez, participó representando a Cuba en una Olimpíadas de ajedrez en 1994 en Moscú.